# Facts and Authorities
Facts and Authorities es una herramienta de gestión del conocimiento que realiza minería de datos sobre fuentes de información compartida, para identificar automáticamente los temas importantes discutidos y los expertos que los hayan producido.

## Componentes
Sus componentes son Facts & Authorities Extractor y Facts & Authorities Web GUI, capaces de tomar una fuente existente (como por ejemplo foros, correos electrónicos, wikis) para incorporar: 
- Asignación automática de tags a textos que no lo tiene (Autotagger).
- Browsing de tags sensible al contexto: los tags se muestran filtrando en cada momento lo irrelevante, para hacer evidente qué es importante para lo que el usuario está analizando.
- Reconocimiento automático de autoridades en diferentes temas. Esta solución es capaz de distinguir la gente que realmente sabe (expertos) de la gente que simplemente participa frecuentemente en los sitios de contenido.

## Características
- Está disponible tanto como componentes individuales (Autotagger, Nube de Tags Sensible al Contexto, Detector de Autoridades) como en forma de aplicación RIA integrada.
- Es capaz de distinguir la gente que sabe de la que simplemente participa frecuentemente.
- Aplica text Mining adaptado a español coloquial: es capaz de entender texto con gramática y sintaxis imperfectas, como las que habitualmente se encuentran en listas de discusión públicas.
- Es capaz de aprovechar tanto tags manuales como automáticos.
- Los tags automáticamente describen "sobre qué" trata un documento, lo que es más preciso que encontrar un documento buscando por texto libre.
- Los tags además permiten recorrer la información descubriendo contenido útil.
- Es capaz de leer cualquier fuente que publique en un feed Atom 1.0 o RSS; existen adaptadores validados disponibles para MediaWiki, PhpBB, POP3 (correo electrónico), mvnForum, y archivos de texto. Adaptadores disponibles para otros tipos de repositorio como Content Management Systems.
- Apariencia totalmente modificable a través de CSS.